# Kennedy Square
Kennedy Square er en amerikansk stumfilm fra 1916 af S. Rankin Drew.

## Medvirkende
- Charles Kent som St. George Temple.
- Antonio Moreno som Harry Rutter.
- Muriel Ostriche som Kate Seymour.
- Tom Brooke som Douglas Seymour.
- Raymond Bloomer som Langdon Willetts.